# Scurzolengo
Scurzolengo es una localidad y comune italiana de la provincia de Asti, región de Piamonte, con 645 habitantes.

## Evolución demográfica
| Gráfica de evolución demográfica de Scurzolengo entre 1861 y 2001 |
|                                                                   |
| Fuente ISTAT - elaboración gráfica de Wikipedia                   |